# Михновичи (Новгородская область)
Михновичи — деревня без постоянного населения в Окуловском муниципальном районе Новгородской области, относится к Боровёнковскому сельскому поселению.
Деревня расположена на Валдайской возвышенности, в 27 км к северо-западу от Окуловки (41 км по автомобильной дороге), до административного центра сельского поселения — посёлка Боровёнка 13 км (21 км по автомобильной дороге).
| 2010 |
| ---- |
| 0    |

## Транспорт
Ближайшая железнодорожная станция расположена на главном ходу Октябрьской железной дороги — в Боровёнке.